# Đề án 112
Đề án 112 hay còn gọi là Đề án Tin học hóa hành chính nhà nước của Chính phủ Việt Nam nhằm mục đích xây dựng chính phủ điện tử ở Việt Nam. Đây là một chương trình hiện đại hóa hành chính của chính quyền Việt Nam giai đoạn từ 2001 - 2005 về cải cách thủ tục hành chính nhà nước.

## Mục tiêu
Mục tiêu của đề án 112 đặt ra bao gồm:
1. Tiến hành tin học hóa quan hệ hành chính trong nội bộ cơ quan hành chính giữa chính phủ với các bộ, ngành, với chính quyền địa phương;
2. Tin học hóa mối quan hệ giữa chính phủ với công dân trong giải quyết các dịch vụ công, tạo thuận lợi hơn, hiện đại hơn cho quan hệ này;
3. Đào tạo đội ngũ công chức chính phủ, để thông qua tin học nâng cao chất lượng quản lý công.

## Thất bại
Đề án 112 được Thủ tướng Chính phủ Việt Nam quyết định vào năm 2001 (Quyết định 112 ngày 25/7/2001), thực hiện giai đoạn 1 đến năm 2005. Nhưng đến cuối năm 2005, đầu năm 2006, đề án 112 thất bại sau khi phát lộ nhiều sai phạm  và chi phí quá lớn nhưng mang lại hiệu quả quá thấp.
Kết quả giai đoạn 1 của đề án 112 là cả năm mục tiêu cụ thể mà đề án đặt ra đều chưa được hoàn thành hoàn chỉnh và cảnh sát Việt Nam đã khởi tố bắt giam Vũ Đình Thuần, Lương Cao Sơn, cùng hàng chục người khác liên quan đến tiêu cực và tham nhũng. Số tiền đã chi tiêu là 1.534 tỷ đồng trong đó tổng kinh phí đã sử dụng là gần 1.160 tỷ đồng Việt Nam , số tiền đã tạm ứng chưa chi tiêu cần thu hồi lại là trên 300 tỷ đồng (tổng dự toán của đề án: 3.800 tỷ đồng).
Vào thời gian này, Ban Điều hành Đề án 112 (do Vũ Đình Thuần, Thứ trưởng làm Trưởng ban) đã đề nghị tiếp tục thực hiện giai đoạn 2 từ 2006-2010 , nhưng ngày 19 tháng 4 năm 2007 Thông tấn xã Việt Nam đưa lên mạng một bản tin ngắn loan báo, thủ tướng Nguyễn Tấn Dũng đã chỉ đạo dừng triển khai Đề án.